# Algemene Diamantbewerkersbond van België
De Algemene Diamantbewerkersbond van België (ADB), in het Frans Syndicat des Ouvriers Diamantaires, was een Belgische socialistische vakbond.

## Historiek
De vakbond werd opgericht op 19 augustus 1895 onder de naam Antwerpse Diamantbewerkersbond (ADB) en groeide uit tot een van de sterkste vakbonden te Antwerpen.
Hoewel tal van bestuursleden lid waren van de BWP, was de ADB voorstander van een onafhankelijke positie ten overstaan van de socialistische partij. Deze houding leidde in 1911 tot een schisma in de vakbond met de oprichting van de Algemeenen Belgischen Diamantbewerkersbond (ABDB) tot gevolg. In tegenstelling tot de ABDB die aansloot bij de Syndikale Kommissie, speelde de ADB een voortrekkersrol in de Antwerpse Federatie van (onafhankelijke) Vakverenigingen. In de schoot van deze organisatie werd vervolgens de samenwerkende maatschappij Volkstribuun opgericht, uitgever van de gelijknamige krant.
In 1912 kwam Louis Van Berckelaer aan het hoofd van de ADB. Onder zijn bestuur kwam het tot een fusie met de ABDB en sloot de ADB zich aan bij de Syndikale Kommissie. Ook werd de naam van de bond omgevormd in Algemene Diamantbewerkersbond van België. In 1929 werd in de schoot van de ADB De Daad opgericht, de op dat moment modernste diamantslijperij.
Na de Tweede Wereldoorlog, waarin veel Antwerpse joodse diamantslijpers het leven lieten, verloor de ADB haar voortrekkersrol. In december 1993 fuseerde de organisatie met de Textielarbeiderscentrale van België (TACB) en de Centrale der Kleding en Aanverwante Vakken van België (CKB) tot de Centrale voor Textiel, Kleding en Diamant (TKD).